# In silico
In silico es una expresión que significa 'hecho por computadora o vía simulación computacional'. La frase está acuñada a partir de las frases in vivo e in vitro del latín, las cuales son comúnmente usadas en biología, más comúnmente en temas de biología de sistemas, y se refieren a experimentos hechos en organismos vivos o fuera de organismos vivos, respectivamente. Al contrario de lo que comúnmente se cree, in silico no significa nada en latín. Sin embargo, por su relación con "in silicium" se traduce por "en silicio" lo cual hace referencia al material del que están hechos los semiconductores que permiten almacenar información en el computador.

## Historia del término
La expresión in silico fue usada por primera vez en público en 1989 en el taller Autómata Celular: Teoría y Aplicaciones, en Los Álamos, Nuevo México. Pedro Miramontes, un matemático de la Universidad Nacional Autónoma de México, presentó un informe “Restricciones fisioquímicas del ADN y el ARN, autómata celular y evolución molecular”. En su charla, Miramontes usó el término “In silico” para caracterizar simulaciones de experimentos biológicos llevadas a cabo enteramente en un computador. El trabajo fue presentado posteriormente por Miramontes como su tesis doctoral.
In silico se ha usado en libros blancos realizados para apoyar la creación de programas sobre genoma bacterial por la Comisión de la Comunidad Europea. El primer documento referenciado donde aparece "in silico" fue escrito por un equipo francés en 1991. Su primera aparición referenciada en un libro se trata de un trabajo de Hans B. Sieburg de 1990, presentado en una escuela de verano sobre sistemas complejos en el Santa Fe Institute.

### "In silico" versus "in silicio"
Hubo por un tiempo el intento de reemplazar "in silico" por "in silicio", que es la expresión latina correcta para “en silicio”. El término latino para “silicio”, “silicium”, fue creado a comienzos del siglo XIX por Berzelius. Sin embargo, “in silico” tuvo más acogida y hoy es un término casi universal, recogiéndose, incluso, como título de una revista especializada (In Silico Biology: https://www.insilicobiologyjournal.com/ Archivado el 21 de octubre de 2020 en Wayback Machine.).
La expresión "in silico" se ha aplicado desde el principio solo a las simulaciones por ordenador que modelaban procesos naturales o de laboratorio (de cualquier ciencia natural), y no hace referencia a cálculos genéricos realizados por ordenador.

## Toxicidad in silico
Las técnicas informáticas in silico son particularmente atractivas, porque son extremadamente rápidas y rentables y se pueden aplicar incluso sin que el compuesto esté físicamente disponible.
Los métodos in silico se usan para la predicción y validación de técnicas y estrategias actuales, como la predicción de los efectos sobre la salud humana.
El término in silico en toxicología generalmente se refiere a un experimento computacional, cálculo matemático, y la organización de los datos relacionados con sustancias a través de un análisis basado en el ordenador. Más explícitamente, el término significa una dependencia en el uso de una variedad de herramientas informáticas de análisis de datos típicamente usando algoritmos computacionales (química, matemática y biológica) diseñados para producir tanto las predicciones de toxicidad o datos experimentales reales relacionados con la toxicología. Se usa en pruebas de hipótesis científicas o análisis de seguridad. En resumen, la toxicología in silico es la aplicación de las tecnologías informáticas para analizar los datos existentes, el modelo y predecir la actividad toxicológica de la sustancia.
- Técnicas de predicción in silico de toxicidad

Las técnicas de predicción in silico de toxicidad pueden clasificarse en diferentes métodos donde los modelos bioquímicos son relevantes para la toxicidad (Modelado Molecular), las técnicas para explicar los fenómenos toxicológicos (sistemas expertos) y los métodos que se derivan de predicciones de un entrenamiento conjunto de datos determinados experimentalmente (Data Driven Systems).
Modelado Molecular
Técnicas de modelado molecular evalúan la interacción de moléculas pequeñas con macromoléculas biológicas (predominantemente proteínas), ajustando el ligando en el sitio activo del receptor. El Modelado Molecular ha sido utilizado principalmente en la investigación farmacéutica para la detección y evaluación de nuevos compuestos. Pero las mismas técnicas pueden ser también aplicadas con fines toxicológicos, para dilucidar los mecanismos y biotransformaciones y para predecir la toxicidad mediada por receptor, pero no se puede predecir la toxicidad de mecanismos complejos.
Sistemas Expertos
Sistemas Expertos: evaluarán la toxicidad de un nuevo compuesto, en un programa de ordenador, promete un acceso fácil a los conocimientos toxicológicos, y muchas herramientas de software de predicción de toxicología son en realidad sistemas expertos.La creación de una base de datos para un sistema experto requiere extensas búsquedas para crear conocimientos aplicables a partir de casos específicos. Es por lo tanto necesario actualizar la base de datos con regularidad e integrar nuevos conocimientos científicos así como la retroalimentación de los usuarios.  
Driven Data Systems:
Con Driven Data Systems se formalizan los métodos para la extracción de modelos de predicción directamente a partir de datos experimentales estructura-actividad. El clásico análisis (Q) SAR utiliza técnicas de regresión para derivar las ecuaciones a partir de datos experimentales. Estas ecuaciones se pueden utilizar para la predicción de otros compuestos con estructuras y mecanismos similares. Las predicciones pueden basarse en las propiedades moleculares cuantitativas (QSAR) así como sobre la presencia o ausencia de estructuras de inducir toxicidad (SAR).
Como los experimentos de toxicidad son con frecuencia demasiado caros y requieren mucho tiempo para llevarse a cabo especialmente para el desarrollo de modelos (Q) SAR, estas técnicas de datos son muy utilizadas.
Una tarea importante para los sistemas Data Driven es la selección de características químicas que son relevantes para el efecto tóxico bajo investigación. Con un poco de conocimiento toxicológico es relativamente fácil de llegar a un número casi ilimitado de características químicas, que pueda ser relevante para la toxicidad. Pero es difícil de determinar a priori, cuáles de estas características son realmente relevantes y garantizar, que no son características importantes.
Combinación de predicciones
Combinar las predicciones de modelos diferentes, la precisión de la predicción puede ser mejorada significativamente en la mayoría casos. 
Aceptación de regulación de predicciones in silico
Anteriormente se usaban ensayos in vivo, pero se ha reducido los experimentos con animales y por tanto ahora se aceptan estos métodos alternativos. Si las predicciones in silico se utilizan en un contexto regulador, es evidente que tienen que cumplir rigurosos estándares de calidad. Estas normas se han redactado en los Principios de la OCDE de (Q) SAR Validación (Principios anteriormente Setubal), que se encuentran actualmente en proceso de revisión.
- Validación de modelos in silico

Técnicas de validación
Una estimación estadísticamente sólida y objetiva de la toxicología es crucial para la comparación de diferentes técnicas, la interpretación adecuada de sus resultados y para una aplicación en un contexto normativo. Es importante entender los principios básicos que son relativamente sencillos: un modelo de predicción se deriva a partir de un conjunto de compuestos de formación. 
Resultados de la validación
Las precisiones alcanzables dependen en una gran medida de la calidad y composición y el equipo de prueba y puede variar en gran medida del punto final. 
- Predicción de los efectos en la salud del hombre

Con las herramientas in silico se pueden predecir los efectos sobre la salud humana. Es deseable tener acceso a los diferentes modelos tóxicos relacionados mecánicamente, metabólicamente y predicciones ADME, para tener la posibilidad de buscar estructuras similares con actividad tóxica. Si las predicciones in silico son contradictorias o inseguras, podría ser necesario realizar experimentos específicos para resolver estas cuestiones. Como cada extrapolación está asociada con un error, es probable que los errores se acumulen especialmente a lo largo de la cadena.
Otra estrategia consiste en predecir los efectos en la salud humana directamente. Esto se puede hacer ya sea mediante la implantación de un sistema experto para la salud humana o mediante el uso de datos de pruebas clínicas o estudios epidemiológicos para formar un sistema de datos Driven. 
- Conclusión

Los resultados de los ensayos in silico son lo suficientemente aceptables como para desempeñar un papel importante en la evaluación preclínica de los efectos tóxicos. La precisión de predicciones in silico puede ser en muchos casos al menos comparable a alternativas in vitro e in vivo y es probable que las nuevas mejoras sean alcanzables con la integración de la información biológica.
Sin embargo, es crucial conocer las limitaciones de estas técnicas para evitar aplicarlas ciegamente a todos los casos. En el caso de predicciones poco fiables, es mejor realizar experimentos biológicos adicionales para aclarar estos temas, que confiar en las predicciones in silico plenamente.
La toxicidad abarca una amplia gama de efectos adversos, hay una escasez de datos relativos, y en particular, las toxicidades crónicas, especialmente en los seres humanos y los métodos in silico actualmente disponibles son específicos de la clase y/o tienen insuficiente precisión.